# Église Santa Barbara dei Marinai

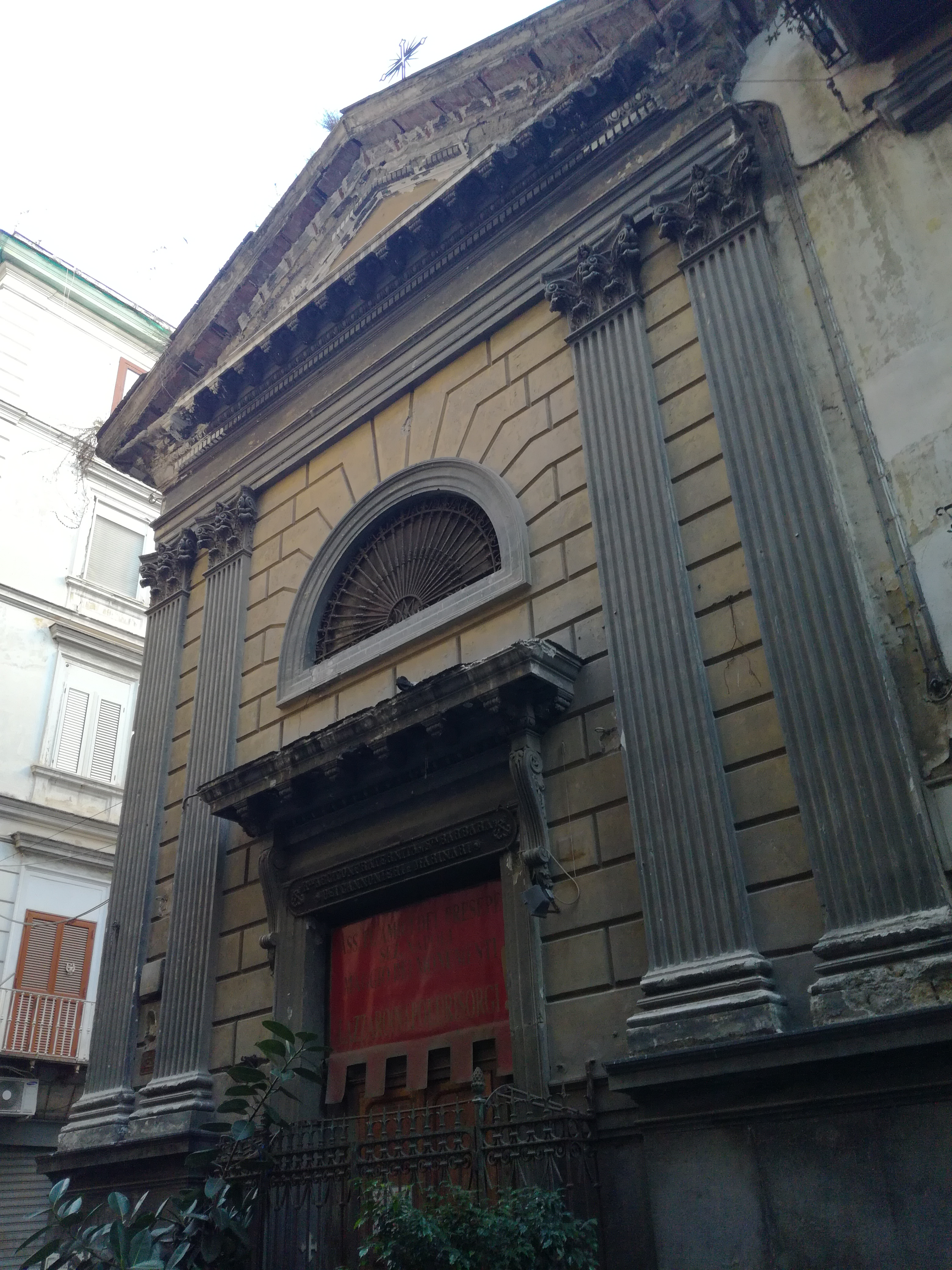
Façade de l'église.

L'église Santa Barbara dei Cannonieri e dei Marinai (Sainte-Barbe-des-Canonniers-et-des-Mariniers) est une église déconsacrée de Naples située dans le cœur historique de la ville, dans la célèbre rua Catalana. Elle se trouve non loin de l'église San Giacomo degli Italiani.

## Histoire
La famille Serguidone fait construire au XIVe siècle une église dans le quartier adossé au port où la reine Jeanne Ire d'Anjou avait fait installer des Catalans. L'église est appelée Santa Maria dell'Incoronatella, pour la distinguer de église Santa Maria dell'Incoronata à proximité. 
L'église est au XVIe siècle le siège de la confrérie des Blancs qui prend la spécification de Santa Maria dell'Incoronatella. En 1583, la confrérie fonde une maison d'accueil et de formation pour jeunes garçons, le conservatoire de la Pietà dei Turchini, approuvé officiellement l'année suivante. Il s'installe en 1592 dans un nouveau bâtiment via Medina. En 1598, le cardinal Gesualdo donne à l'église le statut d'église paroissiale.
Elle est restaurée au début du XVIIe siècle grâce aux dons des fidèles et aux libéralités du vice-roi Juan Alonso Pimentel de Herrera comte de Benavente. La confrérie de Santa Maria della Pietà s'y établit et dès lors l'église est surnommée « de la Pietatella » (de la Petite Pitié), pour la différencier de l'église de la Pietà dei Turchini, où le conservatoire avait été transféré.
Elle redevient église paroissiale en 1647 pendant la révolte de Masaniello. L'église est démolie en 1898 lorsqu'un plan d'urbanisme et d'assainissement reconfigure la ville de Naples et qu'en l'occurrence le vico Pietatella, qui s'ouvrait à sa gauche, est élargi. C'est ainsi qu'est ouverte la via dei Griffi.
L'église est reconstruite plus à droite en 1902, abritant la confrérie de Santa Barbara dei Cannonieri e dei Marinai, jusqu'en 1975. L'église est ensuite fermée et déconsacrée en 1981 par l'archevêque de Naples, le cardinal Ursi.

## Description
La façade est caractérisée par deux élégantes paires de lésènes composites soutenant un tympan triangulaire massif à la grecque. L'intérieur est à nef unique avec des décorations de stucs et d'autres ornements dans le style néo-classique.

## Source de la traduction
- (it) Cet article est partiellement ou en totalité issu de l’article de Wikipédia en italien intitulé « Chiesa di Santa Barbara dei Marinai » (voir la liste des auteurs).